# Marisol (telenovela brasileira)
Marisol é uma telenovela brasileira produzida e exibida pelo SBT entre 9 de abril a 5 de novembro de 2002 em 181 capítulos, substituindo Amor e Ódio e sendo substituída por Pequena Travessa. 
É uma versão da telenovela mexicana Marisol, de Inés Rodena, sendo adaptada por Henrique Zambelli, com supervisão de texto de Ecila Pedroso, sob direção de Antonino Seabra, Jacques Lagôa e David Grimberg e direção geral de Henrique Martins.
Conta com Bárbara Paz, Carlos Casagrande, Glauce Graieb, Alexandre Frota, Gabriela Alves, Vanessa Vholker, Rodrigo Lombardi e Juan Alba nos papéis principais.

## Enredo
Marisol (Bárbara Paz) é uma moça simples e de bom caráter que enfrenta as vicissitudes da vida sem perder a doçura. Ela vive com a mãe, Sofia (Miriam Lins), em um cortiço e vende flores de papel nas ruas, que ela mesma faz. Marisol tem um trauma: aos seis anos de idade sofreu um acidente, caiu carregando um espelho e ficou com uma grande cicatriz no rosto. Como nunca teve recursos, não pôde fazer a operação necessária para tirar a marca.
Marisol namora Mário (Alexandre Frota), um cafajeste explorador de mulheres. Mário tira o pouco que Marisol consegue vendendo flores. Porém, ela se conforma com a situação, pois acha que não poderia ter outro namorado por causa de sua cicatriz. Mário tem uma cúmplice e amante, a pérfida Zulema (Gabriela Alves). Contudo, todos ignoram a verdadeira identidade de Marisol: ela é neta de um poderoso empresário, dono de uma mineradora, Dr. Augusto Lima do Vale (Serafim Gonzalez).
Na juventude, Sofia Lima do Vale apaixonou-se por um homem pobre, rejeitado por sua família, e fugiu com ele. Assim que Marisol nasceu, Sofia foi abandonada. Agora, muito doente, ela sofre por nunca ter permitido a Marisol uma vida melhor. Sofia revela sua história à filha, mas ela não acredita. Sofia, então, entrega um anel a Marisol, mas quando vai revelar o nome de seu avô, morre. Esse anel é a chave para a origem de Marisol.
Na mansão dos Lima do Vale, o Dr. Augusto, arrependido, deseja reencontrar sua filha Sofia. Na casa, mora também Rodrigo (Carlos Casagrande), o jovem herdeiro. Para desespero de seus pais, Rodrigo não quer cuidar dos negócios. Sonha em ser um artista plástico. Um dia, por acaso, o rapaz conhece Marisol e acaba se apaixonando. Lá também vive Amparo (Glauce Graieb), a grande vilã, que não mede esforços para conseguir o que quer e manter sua fortuna.
Em uma das armações de Amparo, Marisol é sequestrada por Mário e após este revelar o seu verdadeiro segredo, se desespera e espera uma distração dele para caminhar pela floresta e sofre um grave acidente. Sabendo do desaparecimento da Marisol, Amparo mente para Rodrigo e diz que ela fugiu com Mário e o cafajeste dá o assunto como encerrado, acreditando que matou Marisol. Porém, Marisol é encontrada com vida por Álvaro (Paulo Leite) e Rubens (Juan Alba) e é levada para clínica de onde são proprietários, por onde passa por um procedimento cirúrgico com sucesso, removendo também a sua cicatriz.
Após a cirurgia, Marisol assume a identidade de Verônica, uma fotógrafa famosa e volta para a mansão dos Lima do Vale em São Paulo, onde promete se vingar de todos os seus inimigos. Mas, em meio à vingança, ela terá que lutar contra o amor que ainda sente por Rodrigo, que agora está casado com Rosana (Vanessa Vholker).
Entre as tramas paralelas, está a história de Vanessa (Adriana Ferreyr), uma jovem rebelde que foi abandonada pela sua mãe, Sandra (Vera Zimmermann), que nunca revelou à verdade para a sua filha, fazendo com que as duas passem por diversos confrontos. Outro personagem que entra no meio da história é o Chupa-Cabra (Jonathan Nogueira), cujo nome verdadeiro é Eduardo, que finge ser o filho desaparecido de Marisol e Rodrigo através de um truque tramado por Mário e Zulema para tirar o dinheiro da mocinha. O filho verdadeiro de Marisol e Rodrigo se chama Gilberto (Jonatas Faro), que é um rapaz educado e de bom coração, mas que sofre ao ser rejeitado por Mário e Zulema, que nunca o reconheceram como primogênito.

## Elenco
| Intérprete         | Personagem                                      |
| ------------------ | ----------------------------------------------- |
| Bárbara Paz        | Marisol Lima do Vale Mendes / Verônica Linhares |
| Carlos Casagrande  | Rodrigo Lima do Vale                            |
| Glauce Graieb      | Amparo Lima do Vale                             |
| Alexandre Frota    | Mário Soares                                    |
| Gabriela Alves     | Zulema de Carvalho                              |
| Serafim Gonzalez   | Dr. Augusto Lima do Vale                        |
| Rodrigo Lombardi   | Francisco Soares Maldonado (Chico)              |
| Juan Alba          | Dr. Rubens Viana                                |
| Vanessa Vholker    | Rosana Valverde                                 |
| Samantha Monteiro  | Maria Lúcia Valdez (Malu)                       |
| Martha Mellinger   | Carmem Figueiredo                               |
| Carlo Briani       | Dr. Mariano Reis                                |
| Alexandre Barros   | Raul Montemar                                   |
| Mariana Dubois     | Mariana Montemar                                |
| Roberto Arduim     | Leonardo Lima do Vale                           |
| Karina Bacchi      | Sabrina Montemar                                |
| Carla Fioroni      | Mimi das Candeias                               |
| Magali Biff        | Inezita                                         |
| Chica Lopes        | Dolores                                         |
| César Pezzuoli     | Dr. Diego                                       |
| Rosaly Papadopol   | Margarida Soares                                |
| Cleide Queiroz     | Zalmúdia                                        |
| Douglas Aguillar   | Filipe Dornellas                                |
| Marisol Ribeiro    | Alessandra Figueiredo                           |
| Simone Soares      | Sheila                                          |
| Rafael Calomeni    | Detetive Igor                                   |
| Turíbio Ruiz       | Basílio Gonçalves                               |
| Abrahão Farc       | Dr. Heitor                                      |
| Nicole Puzzi       | Rebeca                                          |
| Thiago Picchi      | Daniel                                          |
| Paulo Leite        | Álvaro Linhares                                 |
| Rosana Penna       | Constanza                                       |
| Gabriela Rabelo    | Branca                                          |
| Paulo Vasconcellos | Zeca                                            |
| Yãnes Miura        | Piolho                                          |
| Gérson March       | Pulga                                           |
| Dayse Pinheiro     | Cássia                                          |
| Luah Galvão        | Teca                                            |
| Flávio Cardoso     | Rui                                             |
| Luiz Carlos Bahia  | Joaquim                                         |
| Alexandre Jábali   | Gervásio                                        |
| Gil Latoreira      | Dr. Arnaldo                                     |

### 2° fase
| Intérprete          | Personagem                            |
| ------------------- | ------------------------------------- |
| Jonatas Faro        | Gilberto Lima do Valle (Gil)          |
| Vera Zimmermann     | Sandra Queiroz                        |
| Adriana Ferreyr     | Vanessa Lima do Valle/Vanessa Queiroz |
| Francisca Queiroz   | Camila Linhares                       |
| Delurdes Moraes     | Loreta                                |
| Rodolfo de Freitas  | Alberto                               |
| Thereza Piffer      | Romilda                               |
| Eliana Rocha        | Romualda                              |
| Mariza Marchetti    | Raquel                                |
| Patrícia Salvador   | Angélica                              |
| Victor Pecoraro     | Claudinho                             |
| Paulo Caruso        | Gabriel                               |
| Alexandre Barros    | Raul                                  |
| Dino Moreno         | Dr. Salvador                          |
| Mariana Dubois      | Mariana                               |
| Chico Abreu         | Totó                                  |
| Fânia Espinosa      | Gelatina                              |
| Jonathan Nogueira   | Eduardo (Chupa-Cabra)                 |
| Márcio Mehiel       | Nicolas                               |
| Maria Estela        | Andréia                               |
| Karina Bacchi       | Sabrina                               |
| Kadu Torres         | Leonel                                |
| Josmar Martins      | Tomás                                 |
| Mayara Constantino  | Yolanda Dias (Yole)                   |
| Raíssa Medeiros     | Sofia (Toninho)                       |
| Vinícius Campos     | Sebastian                             |
| Sérgio Amorim       | Larry                                 |
| Sophia Bissiliat    | Vilma                                 |
| Lucélia Machiavelli | Maria Bonita                          |

### Participações especiais
| Interpréte          | Personagem                 |
| ------------------- | -------------------------- |
| Miriam Lins         | Sofia Lima do Valle        |
| Petrônio Gontijo    | João Vicente               |
| Arlete Montenegro   | Débora Valverde            |
| Sebastião Campos    | Adolfo Valverde            |
| Abrahão Farc        | Dr. Heitor                 |
| Breno Bonin         | Rogério Mendes             |
| Edson Montenegro    | Dr. Ribeiro (Médio de Gil) |
| Taiguara Nazareth   | Médico de Rodrigo          |
| Jacqueline Cordeiro | Teresa                     |
| Mariana Paiva       | Amparo (Jovem)             |
| Luciano Schwab      | Mariano (Jovem)            |
| Andréa Segatti      | Carla (Carlinha)           |

## Produção
Marisol foi a terceira novela da parceria entre SBT e Televisa. Bárbara Paz e Alexandre Frota foram escolhidos pela participação na primeira edição do reality show Casa dos Artistas, Frota foi convidado por Silvio Santos, "Ele (Sílvio) me perguntou que personagem eu queria fazer na novela, e optei pelo vigarista, que transita por todos os núcleos". Bárbara recebeu ajuda de colegas na TV como Frota para lidar com as câmeras, "Ele tem me dado vários toques, pois tem uma vivência em televisão que eu não tenho". David Grinberg, diretor-geral de teledramaturgia, não descartou a participação de outros artistas que integraram a Casa dos Artistas, "Quase todos eles fizeram testes e podem aparecer", diz, referindo-se a Núbia Óliver e Mãri Alexandre.
No capítulo exibido em 26 de agosto de 2002, Marisol tornou-se a primeira telenovela brasileira a ser transmitida com o recurso closed caption - sistema de inserção de legendas ocultas desenvolvido especialmente para que as pessoas com deficiência auditiva possam acompanhar a trama.

## Exibição

### Fases
| Fase | Capítulos | Capítulos | Exibição             | Exibição              |
| Fase | Capítulos | Capítulos | Estreia              | Final                 |
| ---- | --------- | --------- | -------------------- | --------------------- |
| 1    | 107       | 181       | 9 de abril de 2002   | 10 de agosto de 2002  |
| 2    | 74        | 181       | 12 de agosto de 2002 | 5 de novembro de 2002 |

### Reprises
Foi reprisada pela primeira vez pelo SBT entre 1 de janeiro e 23 de março de 2007, em 60 capítulos substituindo a inédita Feridas de Amor e antecedendo a também inédita Mundo de Feras. Essa reprise foi extremamente editada pela emissora por alcançar baixos índices de audiência.
Foi reprisada pela segunda vez pelo SBT entre 5 de março e 21 de agosto de 2012, em 119 capítulos, substituindo Fascinação e sendo substituída por Canavial de Paixões.
Foi reprisada pela terceira vez pelo SBT entre 9 de janeiro e 14 de junho de 2023, em 113 capítulos, substituindo Cristal e sendo substituída por Rebelde. Essa reprise, no entanto, era exibida apenas para as praças que não transmitem programação local, sendo a última nesse formato.

### Outras mídias
Dando continuidade ao resgate de novelas produzidas pelo SBT, chegou ao catálogo da plataforma de streaming gratuito SBT Vídeos em 22 de dezembro de 2021, com um capítulo na íntegra diariamente.

## Repercussão

### Avaliação em retrospecto
Após o primeiro capítulo, Carla Nascimento da Folha Online disse "As primeiras cenas mostram Marisol vendendo flores no Pátio do Colégio, no centro de São Paulo". Mas a ambientação, com mães levando seus bebês para passear, vendedor de balões e uma calmaria que passa longe da agitação que já existia no local havia quase 20 anos, mostram o que o público pode esperar em seguida: mais erros. Escrita pela cubana Inés Rodena, autora de "Marimar", "Maria do Bairro" e "A Usurpadora", todas já exibidas pelo SBT, "Marisol" é uma história produzida originalmente para uma emissora mexicana, tem no elenco atores cujo trabalho deixa muito a desejar, erros crassos de continuidade e concepção de cenário e ambientação equivocadas, para dizer o mínimo. Diante disso, o que mais há para ser dito? "Marisol" é ruim e este comentário poderia se encerrar por aqui. Contudo, não é apenas por tais motivos que a nova produção do SBT já nasceu condenada ao fracasso. A novela tem todos os elementos que compõem a antiguíssima fórmula do conto maravilhoso: o vilão, traição, núcleos opostos (a família rica e a pobre) e a mocinha pobre que, no final, descobre que é rica e se casa com o mocinho, também rico, e vai viver feliz para sempre. Se todos os ingredientes que prendem o interesse do público estão em "Marisol", qual o problema, afinal? Dosar e saber apresentar os tais elementos é o que garante o sucesso de uma trama, e isso, mais uma vez, o SBT está mostrando que não sabe fazer."
Esther Hamburger da Folha de S.Paulo comentou "O SBT estreou anteontem sua primeira novela alavancada por "Casa dos Artistas". Estrelada por Bárbara Paz e com Alexandre Frota no papel de vilão, "Marisol" é mais um folhetim do pacote adquirido da mexicana Televisa. A trama do "reality show" se parece com a da novela. Afinal ambas compartilham um ar de Cinderela. Mas o conteúdo engana. A primeira edição de "Casa" causou impacto porque transmitia um frescor de espontaneidade. A maquiagem pesada de Bárbara sugere que a novela se alimenta do inverso. O primeiro capítulo expôs toda a trama e revelou os segredos que devem alimentar o enredo, deixando claro que não há lugar para imprevistos. A cicatriz de Bárbara simboliza o engano. Em "Casa" a marca na face ajudou a compor sua personagem. Órfã, batalhadora e sincera, conquistou a atenção de um príncipe encantado e do público, que a sagrou vencedora. Marisol toma a marca como símbolo de limitação. Mesmo estando na mesma região que a da atriz, é falsa. É curiosa a opção pela caricatura de algo que todos sabem estar ali. Deve visar a facilitar a caracterização, já que, mais à frente, uma operação vai libertá-la da cicatriz. Traindo o espírito de "Casa 1", a segunda versão explicitou a manipulação e a fragilidade das participações. Na mesma linha, "Marisol" desperdiça a chance de mostrar que o SBT está disposto à ousadia necessária a romper padrões."

### Audiência
A estreia de Marisol, em 9 de abril de 2002, rendeu média de 16 pontos e pico de 20 contra 45 da Globo, com Jornal Nacional e O Clone, das 20h35 às 21h22. Cada ponto no Ibope equivale a 47 mil domicílios com TV ligada em cada canal na Grande São Paulo. No geral, oscilava na audiência entre 10 e 15 pontos, enfrentando o auge do sucesso de O Clone, que em sua reta final tinha médias superiores a 50 pontos. Em julho de 2002, o Jornal Nacional entrevistou os candidatos a presidência nas Eleições presidenciais no Brasil em 2002, a Folha de S.Paulo monitorou o Ibope no período, o JN teve 37 pontos contra 19 da novela do SBT, mostrando que Marisol teve melhor desempenho concorrendo com a novela das nove da época e sucessora de O Clone, Esperança, quando alcançou 22 pontos contra 34 da trama global E chegando a ter picos de 25 pontos, contra Esperança. Mas a média final foi baixa, também prejudicada pelo horário eleitoral gratuito que dividia os capítulos no meio.
Em sua primeira reprise, exibida em 2007, manteve índices de apenas 3 pontos, sendo completamente picotada por não chegar ao resultado esperado.
A segunda reprise, em 2012, manteve médias de 4 e 5 pontos. No dia 15 de junho registrou 6 pontos com picos de 8.
A terceira reprise, em 2023, reestreou com 3,2 pontos, sendo até então o melhor índice de estreia do horário das 14h20. O segundo capítulo registrou 4,2 pontos. Em 30 de maio registrou 4,7 pontos. O último capítulo registrou 4,4 pontos, superando o desfecho de suas antecessoras. Terminou com a média geral de 3,5 pontos nessa exibição.

## Trilha sonora
Capa: Alexandre Frota, Carlos Casagrande e Bárbara Paz
| N.º | Título                        | Música              | Duração |  |
| 1.  | "Eu Te Amo Você"              | Patrícia Coelho     |         |  |
| 2.  | "Solidão"                     | Sandra de Sá        |         |  |
| 3.  | "Como Uma Onda"               | Lulu Santos         |         |  |
| 4.  | "Como Eu Quero"               | Kid Abelha          |         |  |
| 5.  | "Quando Gira o Mundo"         | Fábio Júnior        |         |  |
| 6.  | "Quando o Amor Acontece"      | João Bosco          |         |  |
| 7.  | "Sob Medida"                  | Tania Alves         |         |  |
| 8.  | "Dom de Iludir"               | Maria Creuza        |         |  |
| 9.  | "Notícias"                    | Marina Lima         |         |  |
| 10. | "O Amor Não Sabe Esperar"     | Vódita              |         |  |
| 11. | "Simples Desejo"              | Luciana Mello       |         |  |
| 12. | "Com Você Tudo Fica Melhor"   | Miúdo               |         |  |
| 13. | "Do Tipo que Arrasa"          | Da Melhor Qualidade |         |  |
| 14. | "Tema de Amor (Instrumental)" | João Carlos Martins |         |  |